# Kloster Wörishofen

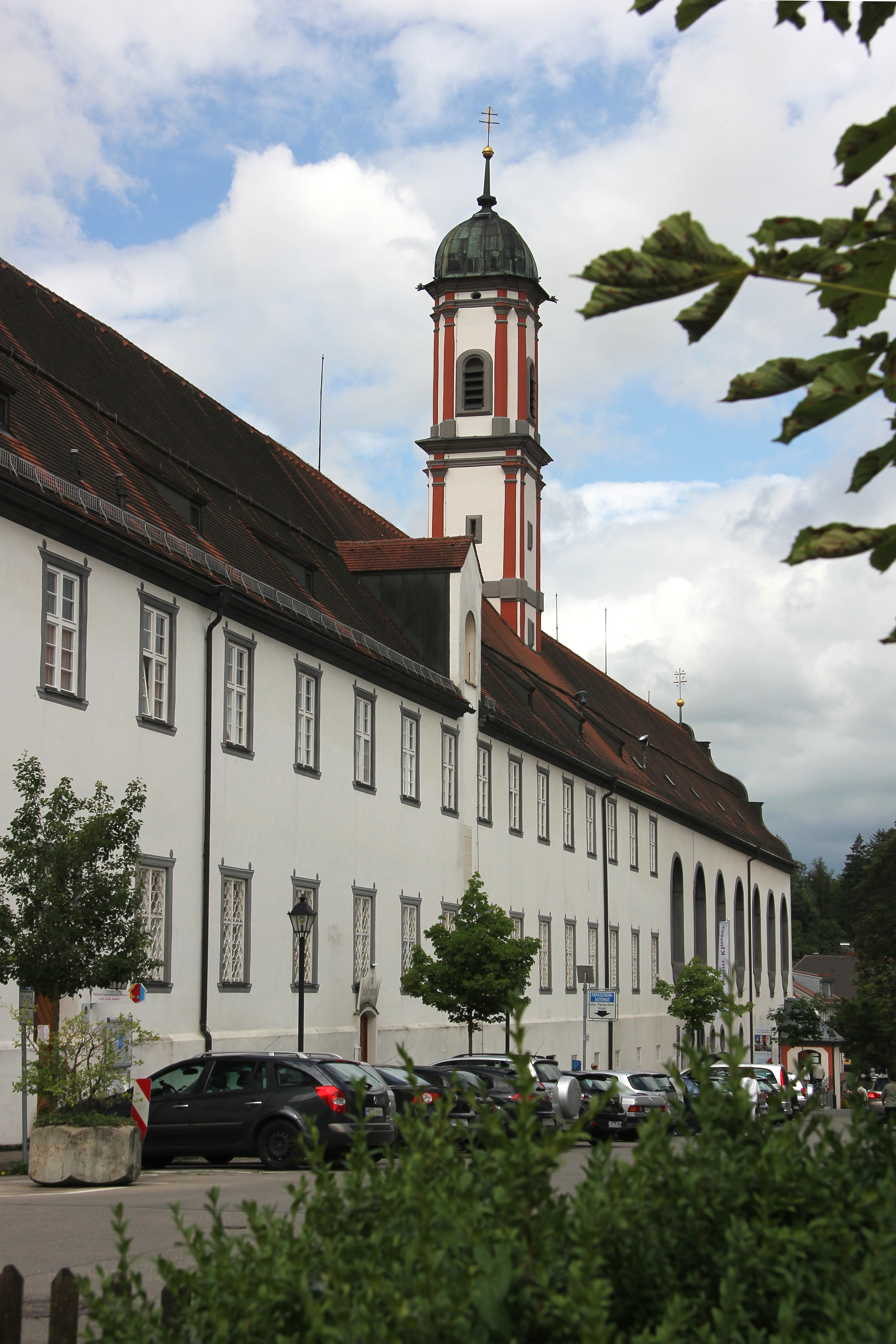
Kloster der Dominikanerinnen in Bad Wörishofen, rechts die Klosterkirche

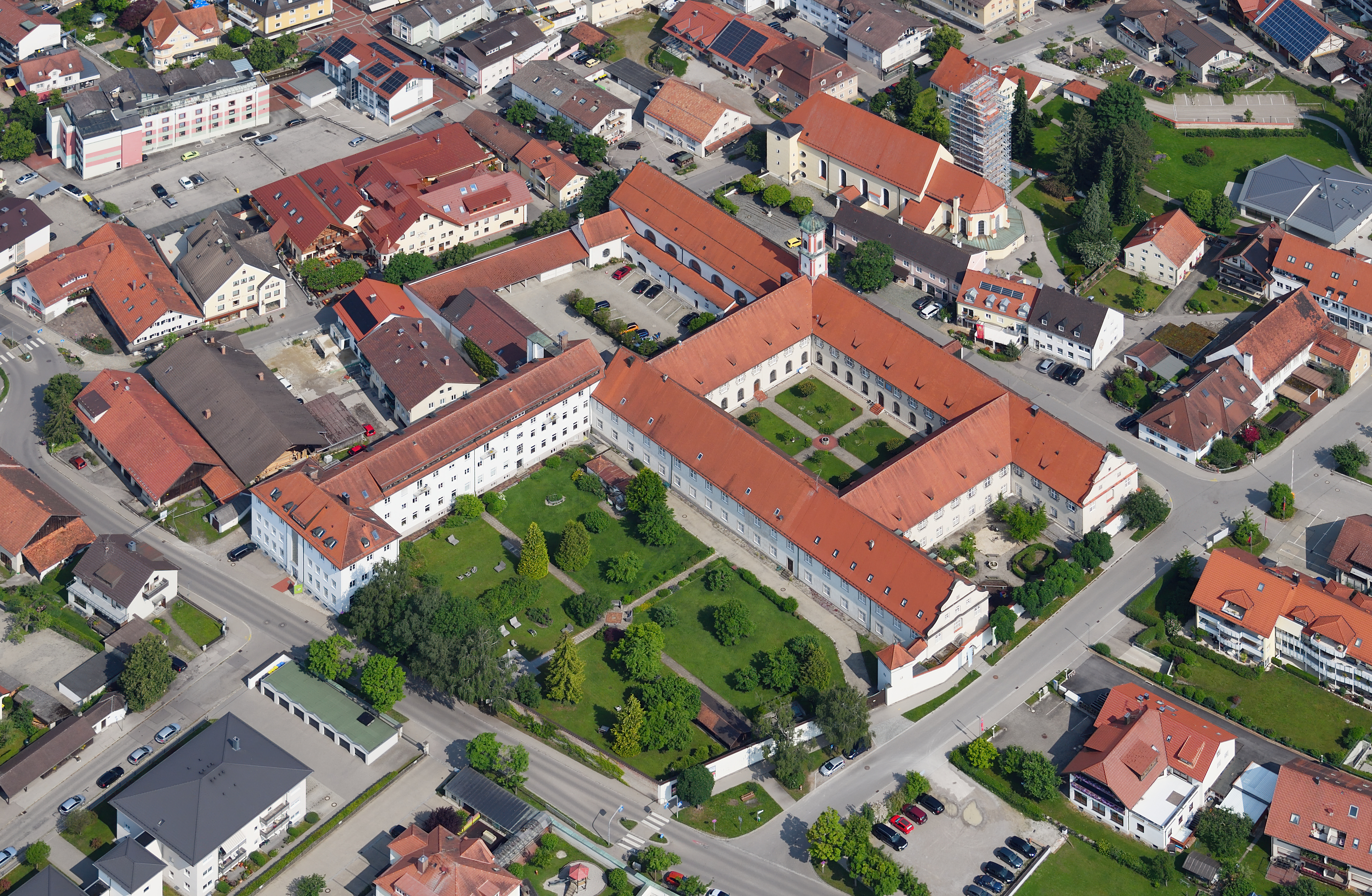
Kloster Wörishofen aus der Luft gesehen

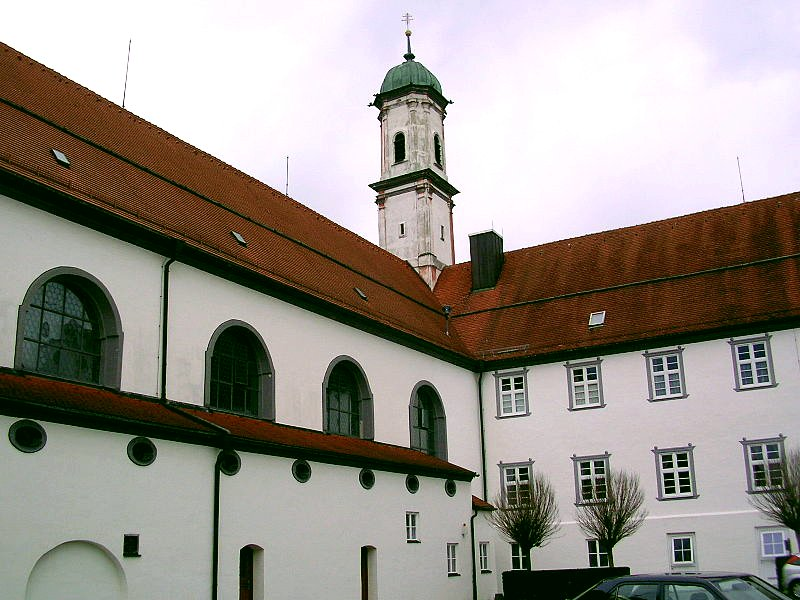
Klosterkirche (Innenhofseite)

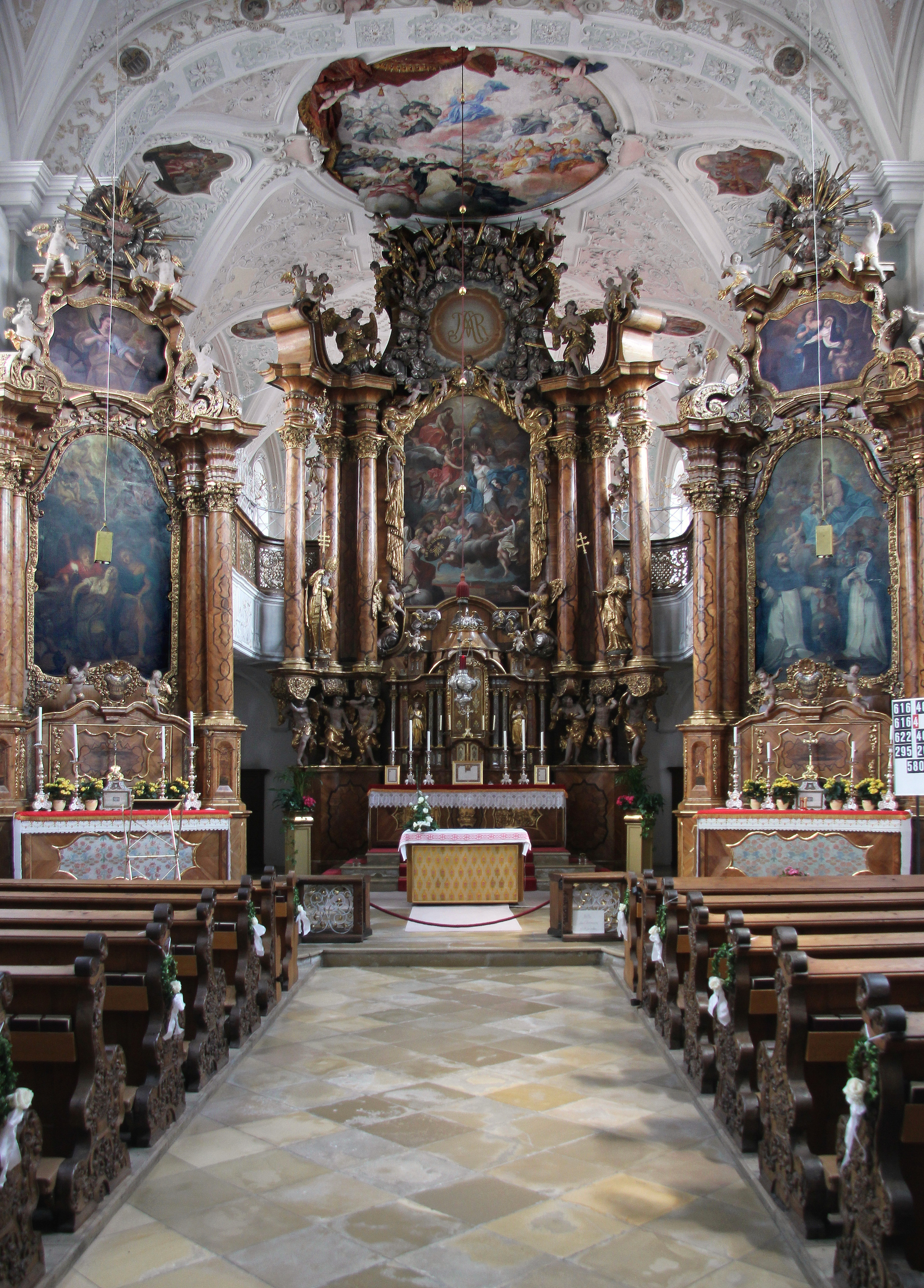
Klosterkirche mit drei Altären

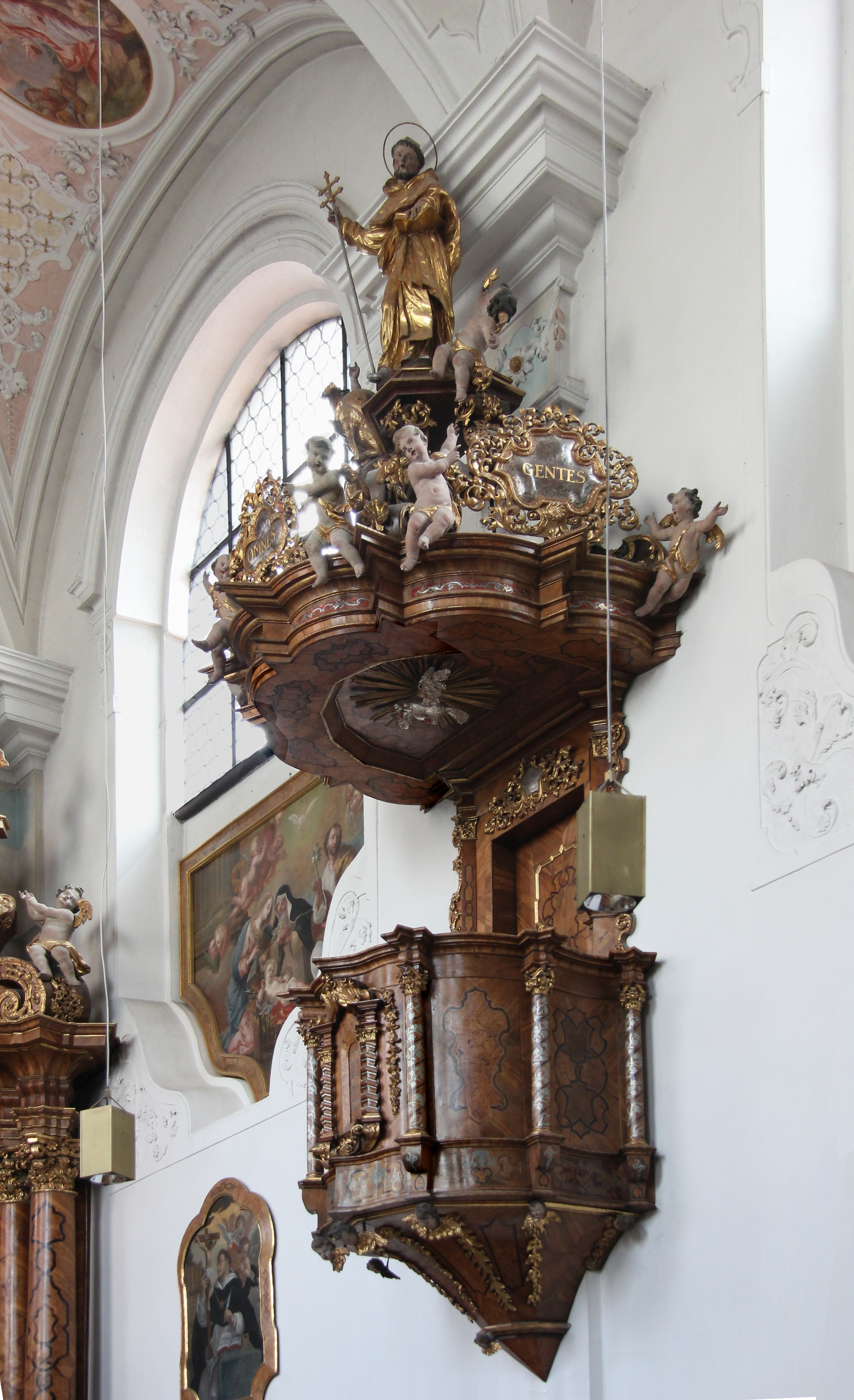
Kanzel

Das Kloster Wörishofen ist ein Kloster der Dominikanerinnen in Bad Wörishofen in Bayern in der Diözese Augsburg. Im Ostflügel des Klosters ist das Kneippmuseum eingerichtet.

## Geschichte
Die Gründung des Klosters Wörishofen geht auf eine Auflage von 1243 zurück, die mit einer Schenkung an den Dominikanerorden verbunden war. Rund 500 Jahre später erfüllten die Dominikanerinnen von St. Katharina in Augsburg diese Auflage und entsandten Mitglieder ihrer Gemeinschaft nach Wörishofen; am 24. Juli 1718 kamen die ersten Schwestern hier an und wohnten zunächst in einem Amtshaus ihres Ordens. Am 4. August 1719, dem damaligen Festtag des heiligen Dominikus, wurde der Grundstein des Klostergebäudes gelegt. 1721 konnten die Ordensfrauen in das Kloster einziehen.
Im Mai 1800 besetzten französische Soldaten das Kloster und zerstörten unter anderem sakrale Gegenstände, bevor es am 29. November 1802 säkularisiert und das Eigentum verstaatlicht wurde. Die Schwestern durften jedoch bleiben, allerdings keine Novizinnen mehr aufnehmen. 1842 verfügte König Ludwig I. von Bayern einen Neubeginn.
Die Schwestern im Kloster Wörishofen sollten ursprünglich dem Wunsch Papst Clemens XI. entsprechend in strenger Klausur bei Stillschweigen und Enthaltung von Fleischspeisen leben, wozu das Mutterhaus St. Katharina nicht bereit war. Eine Bedingung für den Wiederbeginn war aber, dass das Kloster die Mädchenschule der Pfarrei übernahm und eine Erziehungsanstalt für schwer erziehbare Mädchen einrichtete. Damit endete allmählich das Leben in der Beschaulichkeit, wie sie die Regeln des Ordens vorsahen.
Nachdem Pfarrer Sebastian Kneipp 1855 dem Kloster als Beichtvater und Hausgeistlicher zugeteilt worden war, entwickelte es sich stetig weiter, errichtete ein Schul- und Internatsgebäude, gründete 1885 eine Haushaltsschule sowie 1899 einen Kindergarten. Durch seine Kenntnisse über Pflanzen und tierische Produkte verbesserte Sebastian Kneipp auch die Leistungsfähigkeit der klösterlichen Landwirtschaft.
Mangels Nachwuchs verringerte sich im Laufe des 20. Jahrhunderts die Zahl der Schwestern in Bad Wörishofen stetig, sodass die Eigenbetriebe aufgegeben werden mussten. Das Schul- und Internatsgebäude wurde 1981 in ein Kurhaus umgewandelt, das seit 2005 vom Kolpingwerk als „Kuroase im Kloster“ betrieben wird. Die Landwirtschaft ist verpachtet.

## Klosterkirche
„Maria, Königin der Engel“ ist der Name des Klosters in Bad Wörishofen und der am 23. September 1773 geweihten Klosterkirche, die den nördlichen Teil des Gebäudekomplexes nach Westen abschließt. Die Kirche ist ein rechteckiger, in sieben Joche gegliederter barocker Saalbau, in dessen Mitte der Hochaltar steht. Der erhöhte Raum hinter dem Altar ist der Schwesternchor; im zweijochigen Langhaus vor dem Altar wohnt die Gemeinde dem Gottesdienst bei, auf der Empore im westlichen Joch steht die Orgel.

### Altäre
Von einem Vorraum aus tritt der Besucher durch eine eiserne Gittertür in das Langhaus ein. Vor ihm im Chor steht ein Ensemble aus drei Altären, dem Hochaltar und zwei Seitenaltären mit feinem Furnier aus verschiedenen Holzarten sowie Boullemarketerien. Die Altarbilder zeigen im Hochaltar die Krönung Mariens als Königin der Engel – darunter das Kloster Wörishofen – und in den Seitenaltären links den Tod der heiligen Maria Magdalena, rechts die Überreichung des Rosenkranzes an die Ordensheiligen Dominikus und Katharina von Siena. In den Auszugsbildern der Seitenaltäre sind links die hl. Katharina von Alexandrien und rechts Theresa von Ávila, Reformerin des Karmelitenordens, dargestellt.
Je drei Säulen links und rechts am Hochaltar flankieren das Altarbild in vergoldetem Rahmen, über dem ein von kleinen Engeln umgebener Schild mit dem Marienmonogramm den Abschluss nach oben bildet. Träger der Säulen sind große Engelsfiguren. Weitere Engel umschweben das zentrale Altarbild und deuten auf Maria als „Königin der Engel“ und Beschützerin des Klosters hin. Die Statue links zwischen den Säulen stellt Papst Pius V. dar, die Skulptur rechts den heiligen Antoninus Pierozzi (1389–1459), Erzbischof von Florenz. Die kleine Holzplastik über dem Tabernakel zeigt den Pelikan, der sich die Brust aufreißt und mit dem Blut seine Jungen nährt bzw. ins Leben zurückholt – Symbol für Jesus, der sich für die Menschheit opfert.
Hochaltar, Seitenaltäre und alle anderen Schnitzarbeiten sind Werke des Kunstschreiners Valentin Zindter aus dem Augsburger Dominikanerkloster und seiner Gehilfen. Die Altarbilder malte Franz Haagen.

Hochaltar und rechter Seitenaltar
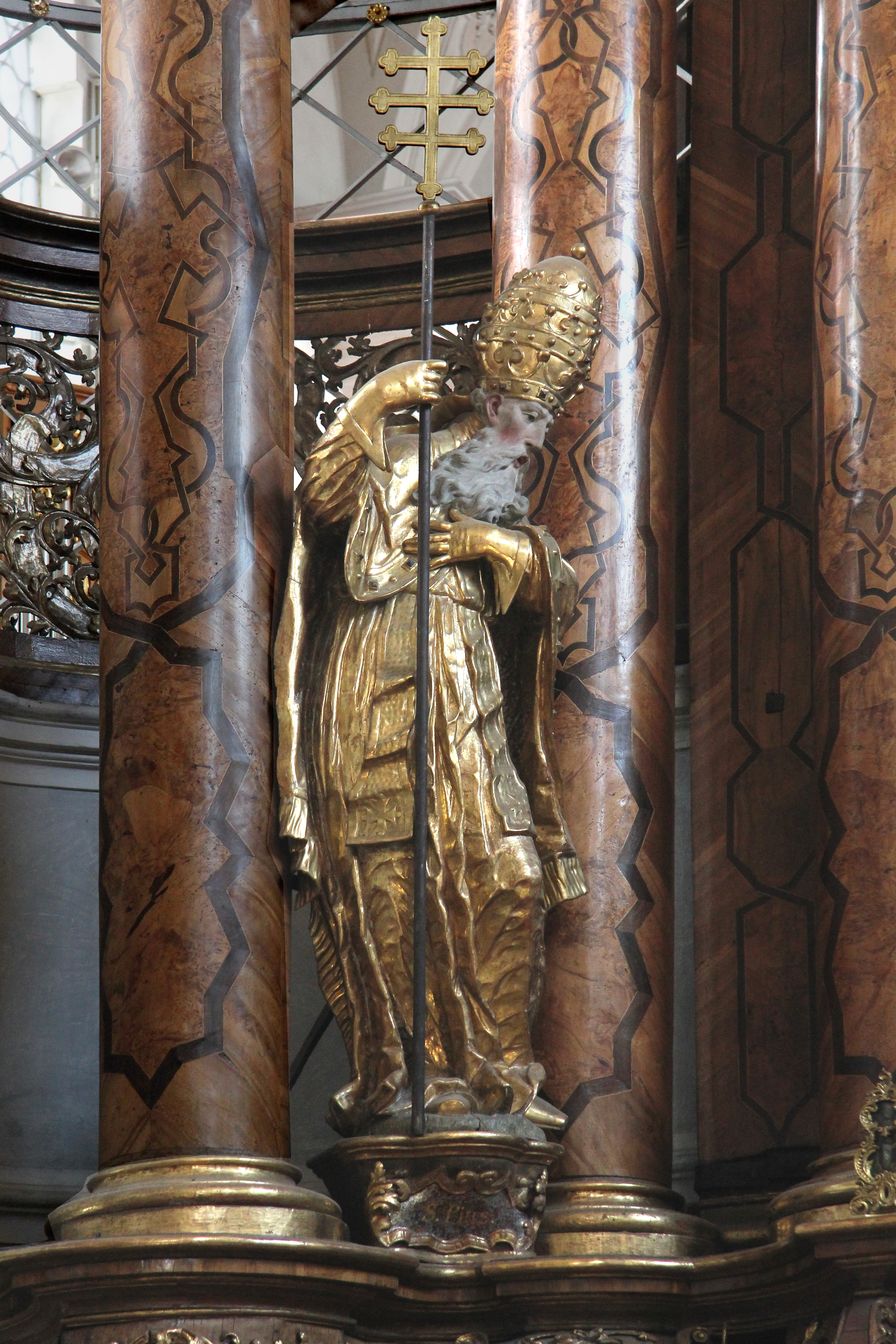
Hl. Pius V.
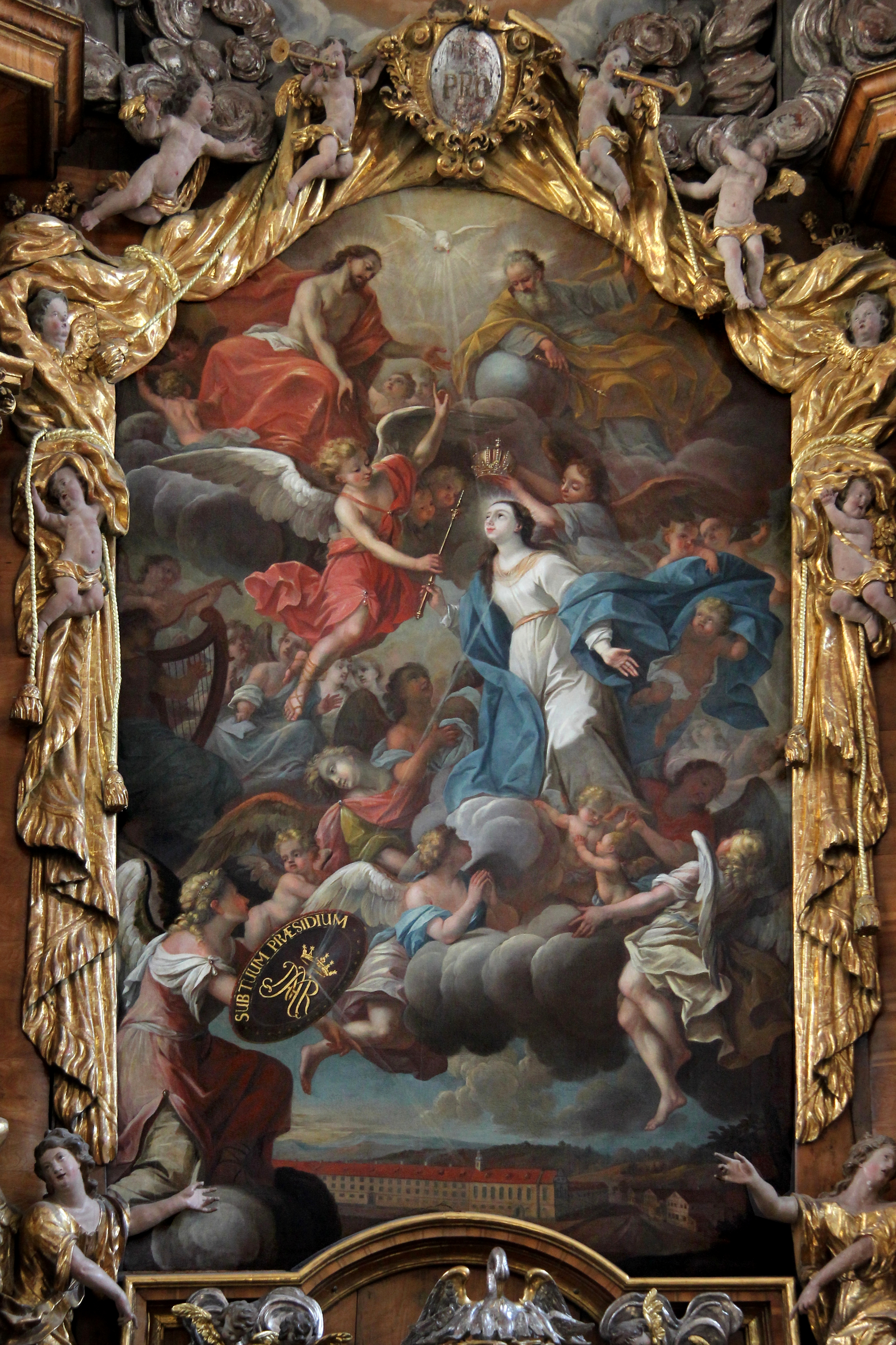
Mariä Krönung im Himmel
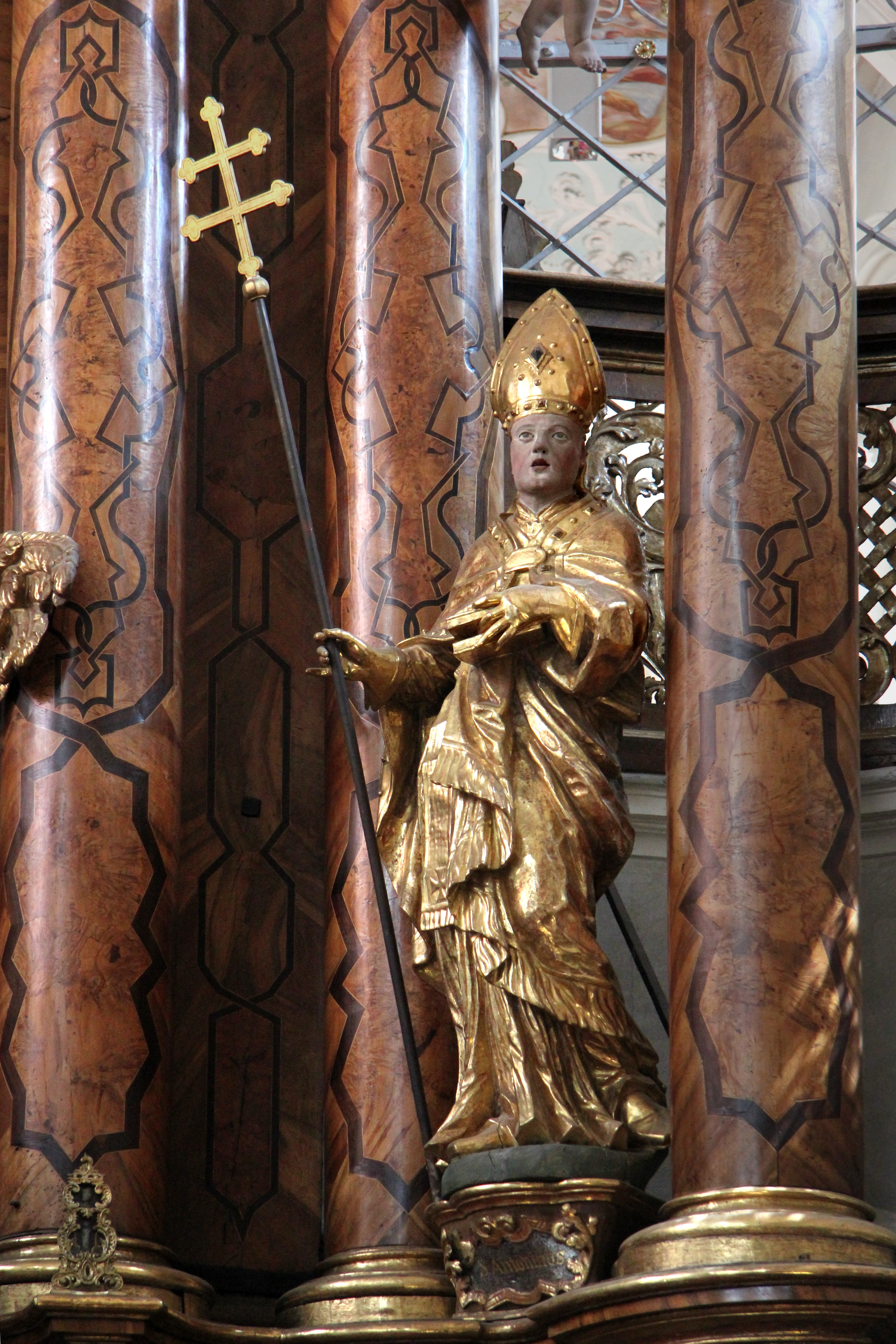
Hl. Antoninus Pierozzi
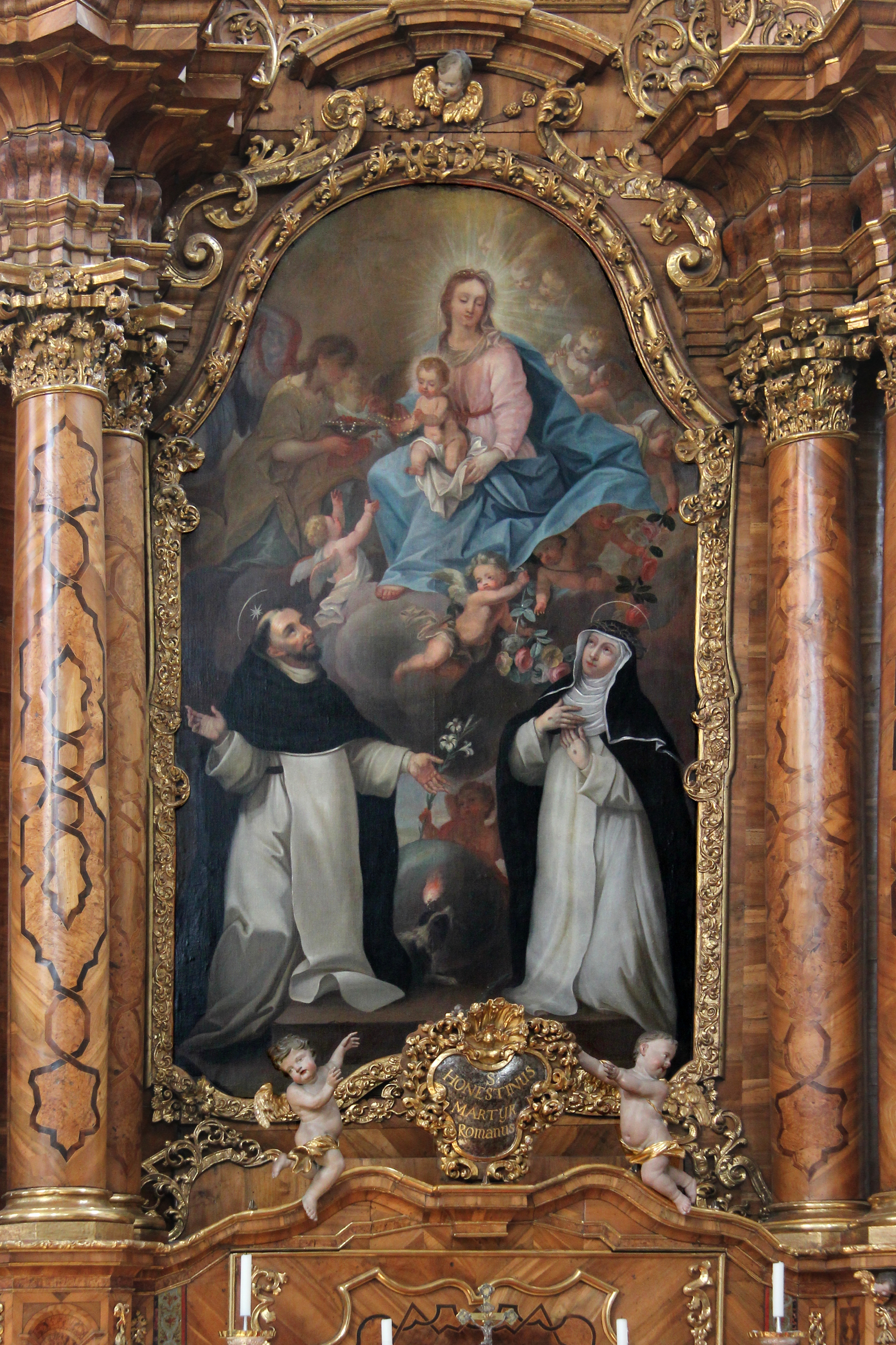
Hl. Dominikus und Hl. Katharina

### Stuck, Fresken und Wandbilder

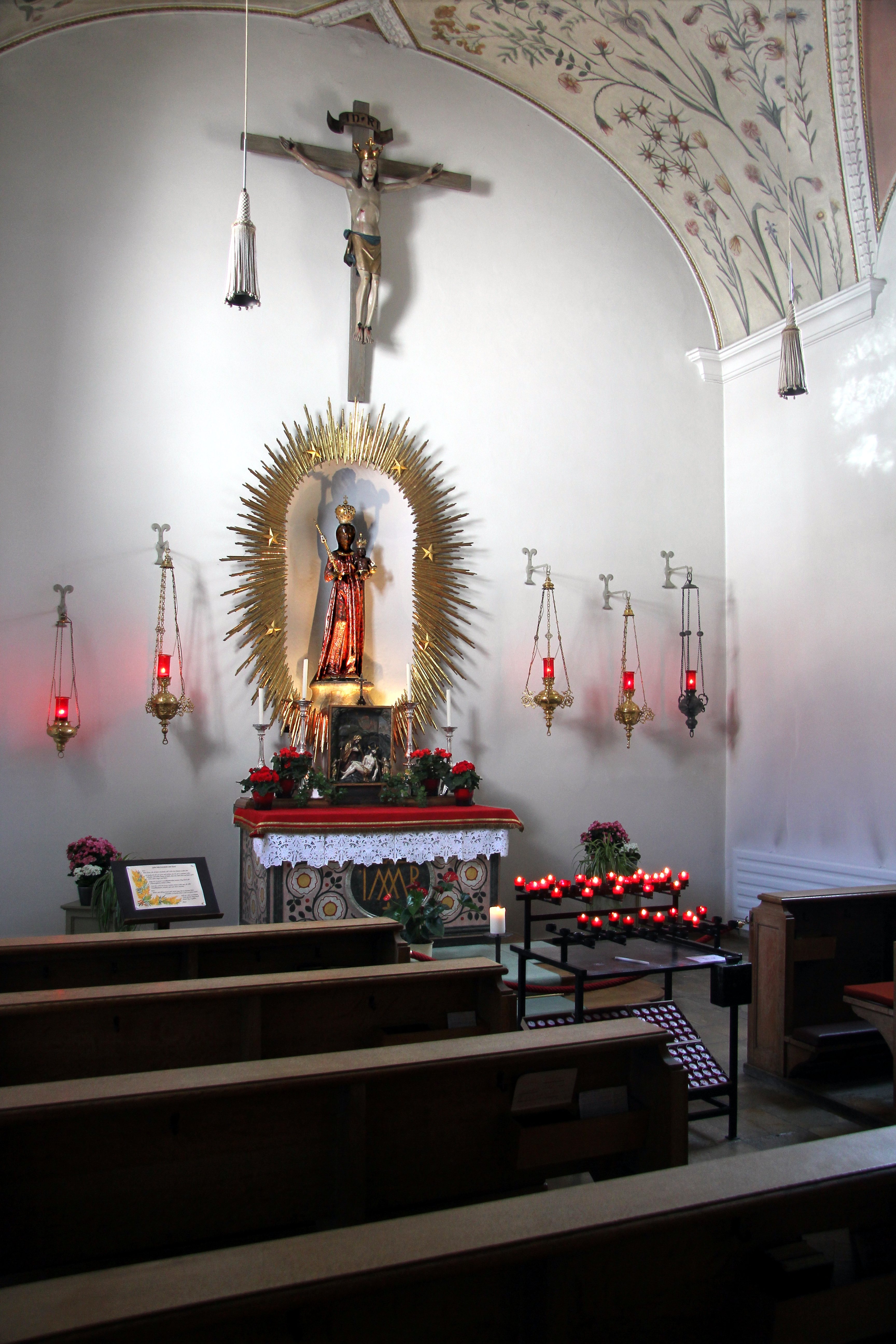
Marienkapelle mit Schwarzer Madonna

Den Stuck an der Decke und an den Wänden schuf Dominikus Zimmermann, jüngerer Bruder von Johann Baptist Zimmermann, der die acht großen Fresken malte. Vier dieser Bilder schmücken die Decke des Schwesternchors, der für Besucher der Kirche nicht zugänglich ist. Das Gemälde über dem Chor zeigt – ähnlich wie im Altarbild – die  Gottesmutter Maria als Königin, umgeben von Heiligen des Dominikanerordens. Nach Westen folgen im Langhaus Darstellungen der Heiligen Dreifaltigkeit sowie des Erzengels Michael, der mit seinen Engeln Luzifer in die Hölle stürzt, und über der Orgel ein Bild der himmlischen Musik.
Fresken eines unbekannten Meisters in den Zwickeln des Gewölbes veranschaulichen die Geheimnisse oder Beifügungen im Gegrüßet seist Du Maria des Rosenkranzgebets. Die kleinen, einfarbig grünen Bilder zwischen den großen Fresken greifen Augenblicke der Ordensgeschichte auf.
Die Gemälde an der südlichen Wand des Langhauses zeigen die Heilige Familie mit dem Heiligen Geist in Gestalt einer Taube und der Dominikanerin Margareta von Città di Castello sowie neben der Kanzel die heilige Margareta von Ungarn. Darunter hängen Bilder des heiligen Thomas von Aquin und des heiligen Leonhard von Limoges. An der Nordwand sind der heilige Wendelin und der heilige Raimund von Penyafort dargestellt.

## Marienkapelle
Im Südwesten ist die Marienkapelle an die Klosterkirche angebaut, in der Gläubige um die Fürsprache der Gottesmutter bitten und vor der Schwarzen Madonna kleine Opferkerzen entzünden. Die Madonna ist eine Statue in spätgotischem Stil, von der es heißt, sie sei eine Kopie des Gnadenbildes im Kloster Einsiedeln, die eine Schwester namens Maria Michaela Gonaien 1721 nach Wörishofen mitgebracht habe. Weitere Skulpturen in der Kapelle sind eine spätmittelalterliche Pietà und eine Figur mit textilem Gewand, ähnlich dem Prager Jesulein.
Nach einem Brand in der Kapelle 1955, bei dem die Schwarze Madonna gerettet werden konnte, wurde der Raum neu gestaltet. Unter anderem malte Schwester Donatilla von Eckardt (1903–1988) die Decke als Blumen- und Pflanzenhimmel aus.